# Atriplex halimus
Atriplex halimus — вид квіткових рослин родини амарантові (Amaranthaceae).

## Опис
Вічнозелений прямостоячий, сильно розгалужений чагарник від 0,5 до 2 (3) метрів у висоту. Білувате, почергове, зморщене, на черешках від 0,3 до 1 см листя досягає довжини 1 до 4 (рідко до 6) см і ширини від 0,5 до 3 (рідко до 5). Їх сріблясто-білі, майже шкірясті листові пластинки від довгасто-яйцеподібних до яйцювато-ромбічних, цільні або неглибоко лопатеві. Верхні листки ланцетні. Квіти запилюються вітром, жовтувато-зелені, непоказні  і згруповані в щільних кластерах. Чоловічі квітки часто присутні в меншій кількості. Період цвітіння з червня по жовтень. Плоди досягають в довжину від 3,5 до 4 мм і шириною від 5 до 6 мм. Їх форма від ниркоподібної, широкояйцевидої до майже округлої. Темно-коричневе насіння має діаметр близько 1,5 мм.

## Середовище проживання
Батьківщина: Африка: Кенія; Танзанія; Алжир; Єгипет; Лівія; Марокко; Туніс; Мозамбік; Намібія; ПАР; Мадагаскар; Маврикій. Західна Азія: Кіпр; Єгипет — Синай; Ізраїль; Йорданія; Ліван; Сирія; Туреччина. Південна Європа: Болгарія; Греція; Італія; Франція; Португалія; Гібралтар; Іспанія.
Полюбляє сонячні місця й піщані ґрунти. Здатність адаптуватися до дуже посушливому кліматі й солі. Він також стійкий до морозу до -10⁰C. Вони живуть в місцях, де кількість опадів коливається від 75 до 375 мм (можна знайти також в місцях більш сильних опадів).

## Використання
Цю рослину часто культивують як корм, тому що вона може терпіти важкі умови посухи, і може вирости на дуже лужних і засолених ґрунтах. Цікава як декоративна рослина для прибережних і садів з малим споживанням води. Є дієтичними харчами для Psammomys obesus.

## Галерея

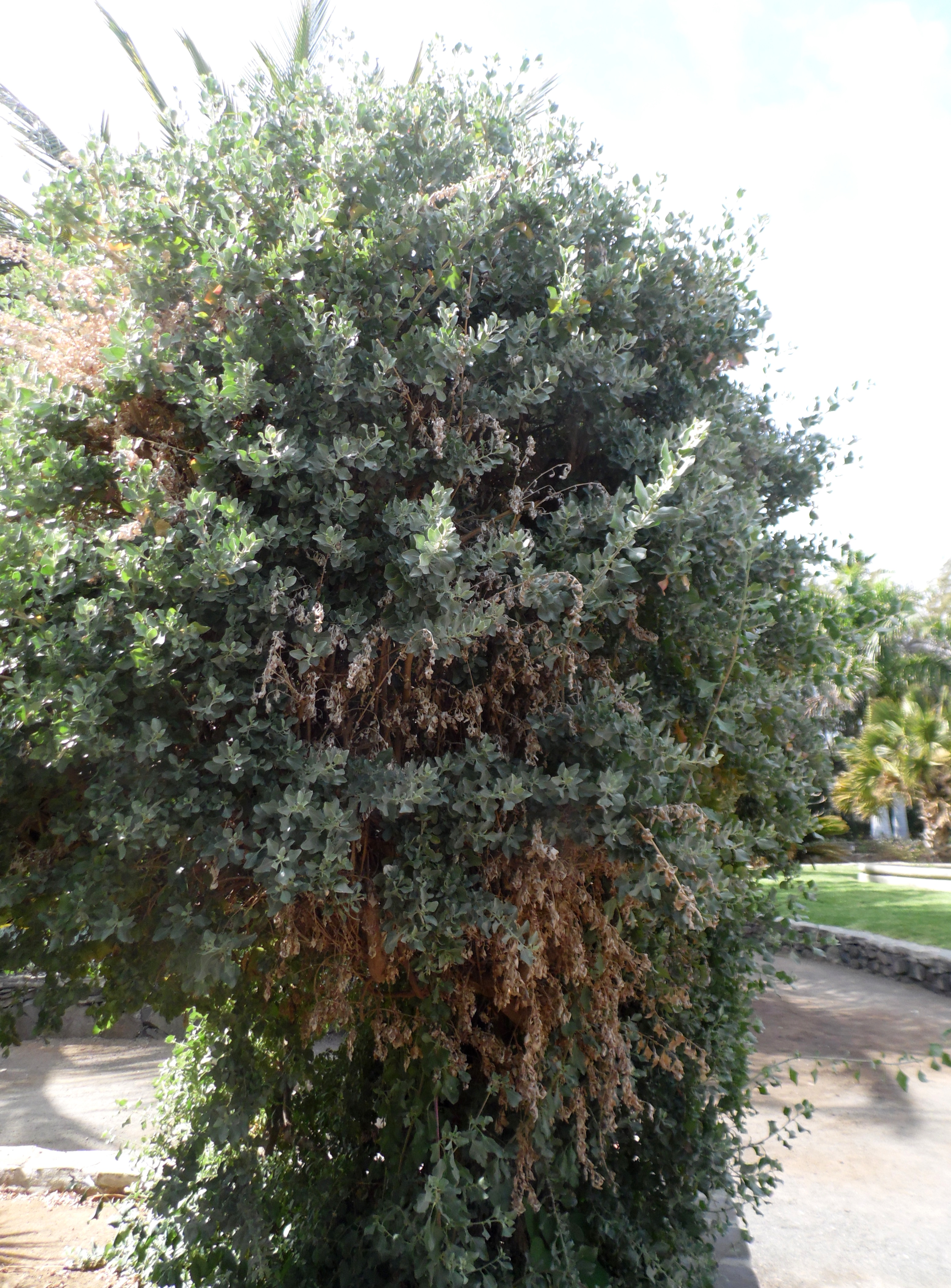
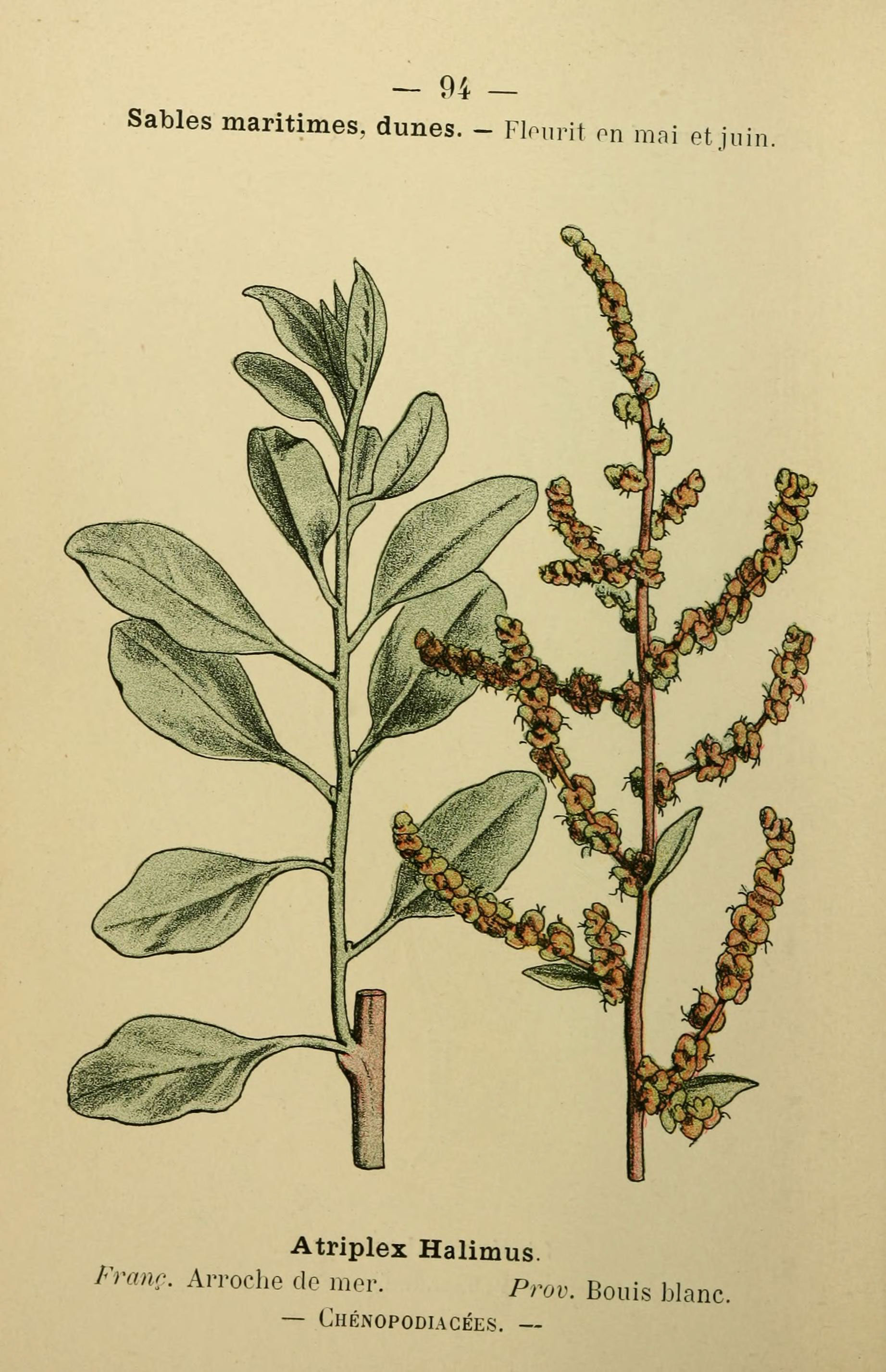
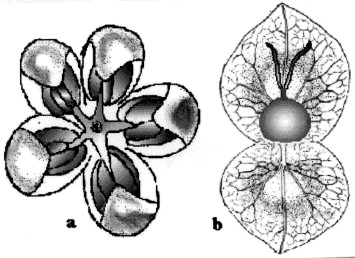